# Hemirobulina
Hemirobulina es un género de foraminífero bentónico de la subfamilia Marginulininae, de la familia Vaginulinidae, de la superfamilia Nodosarioidea, del suborden Lagenina y del orden Lagenida. Su especie tipo es Cristellaria (Hemirobulina) arcuatula. Su rango cronoestratigráfico abarca desde el Cretácico superior hasta la Actualidad.

## Discusión
Algunas clasificaciones incluyen Hemirobulina en la Familia Marginulinidae.

## Clasificación
Hemirobulina incluye a las siguientes especies:
- Hemirobulina angistoma
- Hemirobulina antarctica
- Hemirobulina arcuatula
- Hemirobulina bullata
- Hemirobulina galapagoensis
- Hemirobulina hydropica